# اشلوتهایم
شهر اشلوتهایم (به آلمانی: Schlotheim) در ایالت تورینگن در کشور آلمان واقع شده‌است.